# Ourapteryx primularis
Ourapteryx primularis är en fjärilsart som beskrevs av Butler 1886. Ourapteryx primularis ingår i släktet Ourapteryx och familjen mätare. Inga underarter finns listade i Catalogue of Life.